# ディズニーランド・パリ
ディズニーランド・パリ（Disneyland Paris、略称: DLP、旧称: Euro Disney Resort）は、フランス、マルヌ＝ラ＝ヴァレにあるリゾート施設群。世界で二番目に大きなディズニーリゾート施設群（一位はウォルト・ディズニー・ワールド・リゾート）である。
フランス政府によると「ヨーロッパの旅行者にとって1番の目的地」と呼ばれている。

## 概要

### 基本情報
1992年、ディズニーランド（カリフォルニア）、マジック・キングダム（フロリダ）、東京ディズニーランドに次ぐ世界で4番目の「ディズニーランド」として、「ユーロ・ディズニーランド」（現：ディズニーランド・パーク）が開園。その後、複合型リゾート施設として規模を大きくしていった。世界のディズニーリゾートでは、ウォルト・ディズニー・ワールド・リゾートに次ぐ広大な敷地を有し、拡張用空間の広さは世界一である。ウォルト・ディズニー・カンパニーの子会社であるユーロ・ディズニーSCAが所有し、直接の経営を行う。
2002年、2つ目のパークとして「ウォルト・ディズニー・スタジオ・パーク」が開園した。

### 経営状況
世界観光ランキング1位のフランス。そのフランス国内で最も観光者が訪れているのが、ルーヴル美術館やエッフェル塔を抑えてディズニーランド・パリとなっている。
2017年4月10日、当時合弁会社であったユーロ・ディズニーS.C.A.の株のうちサウジアラビアのアルワリード王子が保有する持ち株を取得し、持ち株比率を85.7％まで高めた。そして6月13日にユーロ・ディズニーS.C.A.の95%の株を取得し、ウォルト・ディズニー・カンパニーの完全子会社とした。
2018年、開園26年来初の大規模の拡張計画を発表した。

## 沿革
- 1972年、カリフォルニア州アナハイムのディズニーランド、フロリダ州オーランドのウォルト・ディズニー・ワールド・リゾートの成功を受けて、ヨーロッパで世界で3つ目のディズニーパークを建設する計画が持ち上がる。しかし東京ディズニーランド建設のため計画は一時中断。
- 1983年、オリエンタルランドによるライセンス方式による東京ディズニーランドの開業と大成功により、海外進出の機運が更に高まる。
- 1984年、ウォルト・ディズニー社のテーマパーク部門責任者のディック・ニュニスとジム・コラが、ヨーロッパにおける建設候補地約120をリストアップ。
- 1985年3月までに、候補地をフランス国内の2箇所とスペイン国内の2箇所の合計4箇所に絞り込んだ。スペインの候補地はいずれも地中海に面し、アメリカにある2つのディズニーパークと同じような温暖な気候が魅力的であった。フランスの候補地のうち1つはマルセイユ近郊で、同様に温暖な気候が約束されていた。しかし、地質調査の結果、これらの3つの候補地はいずれも硬い岩盤が幾層にも重なっており建設に技術的困難が伴うことが判明。最終的に、パリ郊外のマルヌ＝ラ＝ヴァレ (Marne-la-Vallée) が選ばれた。ここは、車で4時間圏内に6800万人、飛行機で2時間圏内に3億人の人口があり、充分な来客が見込まれた。
- 1985年12月、ウォルト・ディズニー社とフランス政府が建設用地20平方キロに関する最初の契約に調印。
- 1988年8月、1つ目のパークの建設開始。
- 1990年12月、"Espace Euro Disney"（エスパス・ウーロ・ディスネー）と呼ばれるインフォメーションセンターがオープン。また、1996年の開業を目指して新たに"Disney-MGM Studios Europe"（現在のウォルト・ディズニー・スタジオ・パーク）の建設計画が正式に決定。
- 1992年4月12日、「ユーロ・ディズニーランド」（現：ディズニーランド・パーク）および、「フェスティバル・ディズニー」（現：ディズニー・ヴィレッジ）がオープン。
- 2002年3月16日、2つ目のパーク、「ウォルト・ディズニー・スタジオ・パーク」開園。同時に、2つのパークを含むリゾート施設群の総称を「ディズニーランド・パリ」とし、既存のディズニーランド・パリを「ディズニーランド・パーク」と改称。
- 2015年11月14日〜11月17日、パリ同時多発テロ事件の影響で開業以来初となる休業[5]。
- 2017年6月13日、運営会社のユーロ・ディズニーS.C.A.がウォルト・ディズニー・カンパニーの完全子会社となった事で、運営が全面的にディズニー社によるものとなった。
- 2020年
  - 2月15日 - 2023年に『アナと雪の女王』がテーマの新エリアを開業すると発表[6]。
  - 3月15日 - 新型コロナウイルスの流行拡大により長期休業[7]。
  - 7月15日 - 4か月ぶりに営業再開[8]。
  - 10月30日 - 新型コロナウイルスの流行拡大により再び長期休業[9]。
  - 11月25日 - 当初予定していたクリスマス期間中の同年12月19日～2021年1月3日だけの営業再開を断念[10]。
- 2021年
  - 1月18日 - 同年2月13日の営業再開を断念[11]。
  - 5月17日 - 休園していたパークを同年6月17日より再開すると発表[12]。

## ディズニーリゾート内の構成
ディズニーランド・パリは2つディズニーパーク、ゴルフ場、7つのディズニーオフィシャルホテルの施設から構成される。

### ディズニーパーク
- ディズニーランド・パーク（英語：Disneyland Park、フランス語：Parc Disneyland）
- ウォルト・ディズニー・スタジオ・パーク（英語：Walt Disney Studios Park 、フランス語：Parc Walt Disney Studios）

### ゴルフ場
- ゴルフ・ディズニーランド（英語：Golf Disneyland Park、フランス語：Parc Golf Disneyland）

### ショッピングセンター
- ディズニー・ヴィレッジ（Disney Village）

### ディズニーホテル
- ディズニーランド・ホテル（Disneyland Hotel）
- ディズニー・ホテル・ニューヨーク（Disney's Hotel New York）
- ディズニー・ニューポート・ベイ・クラブ（Disney's Newport Bay Club）
- ディズニー・セコイア・ロッジ（Disney's Sequoia Lodge）
- ディズニー・ホテル・シャイアン（Disney's Hotel Cheyenne）
- ディズニー・ホテル・サンタ・フェ（Disney's Hotel Santa Fe）
- ディズニー・デイビークロケット・ランチ（Disney's Davy Crockett Ranch）

## 交通
ディズニーリゾートの最寄駅はマルヌ＝ラ＝ヴァレ＝シェシー駅。RER A線の終着駅で、TGVやタリス、ユーロスターも乗り入れており、パリ、シャルル・ド・ゴール国際空港を始め、ヨーロッパ各地から直接アクセスが可能。その他各地からのシャトルバスも多数運行されている。

## 名称の変遷
ディズニーランド・パリおよびパークは開業以来繰り返し名称を変更している。当初、「ユーロ」の語を冠したのは、ヨーロッパ全域のひとたちのためのパークであることを強調しようとしたためであり、東京ディズニーランドが、当初「オリエンタル・ディズニーランド（東方世界のディズニーランド）」の名称で開業する予定であったのと似ている。しかし、「ユーロ」の語は、ヨーロッパ地域の人にとっては、ビジネス、通貨、商業といったイメージと結びつけて感じられがちな言葉であることが分かり、世界の中でも魅力的な街である「パリ」の名を前面に押し出した名称に変更することとなった。
その後、2つ目のパークである「ウォルト・ディズニー・スタジオ・パーク」の開園に伴い、リゾート全体の名称にのみ「パリ」を冠し、1つ目のパークからは「パリ」を取ることとなった。ただし、現在でもカリフォルニアのディズニーランドと区別するため、1つ目のパークを「ディズニーランド・パリ」と呼ぶのが一般的である。
- 1994年6月1日、ユーロディズニーランドを「ユーロディズニーランド・パリ」と改称。
- 1994年10月1日、ユーロディズニーランド・パリを「ディズニーランド・パリ」と改称。
- 2002年3月16日、2つ目のパーク、「ウォルト・ディズニー・スタジオ・パーク」開園。同時に、2つのパークを含むリゾート施設群の総称を「ディズニーランド・パリ」とし、既存のディズニーランド・パリを「ディズニーランド・パーク」と改称。

|                          | 1992-1993                  | 1992-1993                  | 1994                           | 1995-1996                      | 1995-1996                      | 1997-2000                      | 1997-2000                      | 1997-2000                      | 1997-2000                      | 2001                                   | 2002-2008                              | 2002-2008                              | 2002-2008                              | 2002-2008                              | 2002-2008                              | 2002-2008                              | 2002-2008                              | 2009-                                  | 2009-                                  | 2009-                                  | 2009-                                  | 2009-                                  | 2009-                    | 2009-                    | 2009-                    |
| ------------------------ | -------------------------- | -------------------------- | ------------------------------ | ------------------------------ | ------------------------------ | ------------------------------ | ------------------------------ | ------------------------------ | ------------------------------ | -------------------------------------- | -------------------------------------- | -------------------------------------- | -------------------------------------- | -------------------------------------- | -------------------------------------- | -------------------------------------- | -------------------------------------- | -------------------------------------- | -------------------------------------- | -------------------------------------- | -------------------------------------- | -------------------------------------- | ------------------------ | ------------------------ | ------------------------ |
| リゾート施設群の総称     | ユーロディズニーリゾート   | ユーロディズニーリゾート   | ユーロディズニーリゾート・パリ | ディズニーランド・パリ         | ディズニーランド・パリ         | ディズニーランド・パリ         | ディズニーランド・パリ         | ディズニーランド・パリ         | ディズニーランド・パリ         | ディズニーランド・パリ                 | ディズニーランド・リゾート・パリ       | ディズニーランド・リゾート・パリ       | ディズニーランド・リゾート・パリ       | ディズニーランド・リゾート・パリ       | ディズニーランド・リゾート・パリ       | ディズニーランド・リゾート・パリ       | ディズニーランド・リゾート・パリ       | ディズニーランド・パリ                 | ディズニーランド・パリ                 | ディズニーランド・パリ                 | ディズニーランド・パリ                 | ディズニーランド・パリ                 | ディズニーランド・パリ   | ディズニーランド・パリ   | ディズニーランド・パリ   |
| 第一パーク               | ユーロディズニーランド     | ユーロディズニーランド     | ユーロディズニーランド・パリ   | ディズニーランド・パリ         | ディズニーランド・パリ         | ディズニーランド・パリ         | ディズニーランド・パリ         | ディズニーランド・パリ         | ディズニーランド・パリ         | ディズニーランド・パリ                 | ディズニーランド・パーク               | ディズニーランド・パーク               | ディズニーランド・パーク               | ディズニーランド・パーク               | ディズニーランド・パーク               | ディズニーランド・パーク               | ディズニーランド・パーク               | ディズニーランド・パーク               | ディズニーランド・パーク               | ディズニーランド・パーク               | ディズニーランド・パーク               | ディズニーランド・パーク               | ディズニーランド・パーク | ディズニーランド・パーク | ディズニーランド・パーク |
| 第二パーク               |                            |                            |                                |                                |                                |                                |                                |                                |                                | ウォルト・ディズニー・スタジオ・パーク | ウォルト・ディズニー・スタジオ・パーク | ウォルト・ディズニー・スタジオ・パーク | ウォルト・ディズニー・スタジオ・パーク | ウォルト・ディズニー・スタジオ・パーク | ウォルト・ディズニー・スタジオ・パーク | ウォルト・ディズニー・スタジオ・パーク | ウォルト・ディズニー・スタジオ・パーク | ウォルト・ディズニー・スタジオ・パーク | ウォルト・ディズニー・スタジオ・パーク | ウォルト・ディズニー・スタジオ・パーク | ウォルト・ディズニー・スタジオ・パーク | ウォルト・ディズニー・スタジオ・パーク |                          |                          |                          |
| エンターテイメントエリア | フェスティバル・ディズニー | フェスティバル・ディズニー | フェスティバル・ディズニー     | フェスティバル・ディズニー     | フェスティバル・ディズニー     | ディズニー・ヴィレッジ         | ディズニー・ヴィレッジ         | ディズニー・ヴィレッジ         | ディズニー・ヴィレッジ         | ディズニー・ヴィレッジ                 | ディズニー・ヴィレッジ                 | ディズニー・ヴィレッジ                 | ディズニー・ヴィレッジ                 | ディズニー・ヴィレッジ                 | ディズニー・ヴィレッジ                 | ディズニー・ヴィレッジ                 | ディズニー・ヴィレッジ                 | ディズニー・ヴィレッジ                 | ディズニー・ヴィレッジ                 | ディズニー・ヴィレッジ                 | ディズニー・ヴィレッジ                 | ディズニー・ヴィレッジ                 | ディズニー・ヴィレッジ   |                          |                          |
| ゴルフ施設               | ゴルフ・ユーロディズニー   | ゴルフ・ユーロディズニー   | ゴルフ・ユーロディズニー・パリ | ゴルフ・ディズニーランド・パリ | ゴルフ・ディズニーランド・パリ | ゴルフ・ディズニーランド・パリ | ゴルフ・ディズニーランド・パリ | ゴルフ・ディズニーランド・パリ | ゴルフ・ディズニーランド・パリ | ゴルフ・ディズニーランド・パリ         | ゴルフ・ディズニーランド               | ゴルフ・ディズニーランド               | ゴルフ・ディズニーランド               | ゴルフ・ディズニーランド               | ゴルフ・ディズニーランド               | ゴルフ・ディズニーランド               | ゴルフ・ディズニーランド               | ゴルフ・ディズニーランド               | ゴルフ・ディズニーランド               | ゴルフ・ディズニーランド               | ゴルフ・ディズニーランド               | ゴルフ・ディズニーランド               |                          |                          |                          |